# Erigorgus compressus
Erigorgus compressus là một loài tò vò trong họ Ichneumonidae.